# Вада (страва)
Вада — індійські пікантні смажені закуски з тіста. Різні типи вад можна по-різному описати як пончики, оладки, котлети, пампушки або вареники.

## Назва
Альтернативні назви цієї їжі включають ваду, ваде, вадай і бара.

## Історія
За словами К.Т. Ачайя, вадай (вада) був популярний серед древніх тамілів протягом 100 р. до н. е. — 300 р. н. е. Згадується як "ватака" в Манасолласі, санскритській енциклопедії XII століття, складеній Сомешварою III, який правив у сучасній Карнатаці. У цьому рецепті зелена квасоля вимочується, очищається від шкірки і подрібнюється до стану пасти. Паста формується у вигляді кульок і обсмажується у фритюрі. У ранній літературі з сучасних штатів Біхар та Уттар-Прадеш також згадуються бара (вада) та мангаура (вада, виготовлена з мунгу).
Багато іммігрантів з Уттар-Прадеш і Біхар мігрували в такі місця як Тринідад і Тобаго, Гаяна, Суринам, Південна Африка, Маврикій і Фіджі в середині XIX століття до початку XX століття. Бара стала важливою частиною індійської кухні в цих країнах. У Тринідаді та Тобаго бара стала складовою однієї з найвідоміших вуличних страв, яка називається даблес, що подається з двома барами, з різними чатні.

## Приготування
Різні типи вад виготовляються з різних інгредієнтів, починаючи від бобових (наприклад, меду вада Південної Індії) і закінчуючи картоплею (наприклад, батата вада Західної Індії). Їх часто подають як сніданок або закуску, а також використовують у інших харчових продуктах (таких як дахі вада та вада пав).

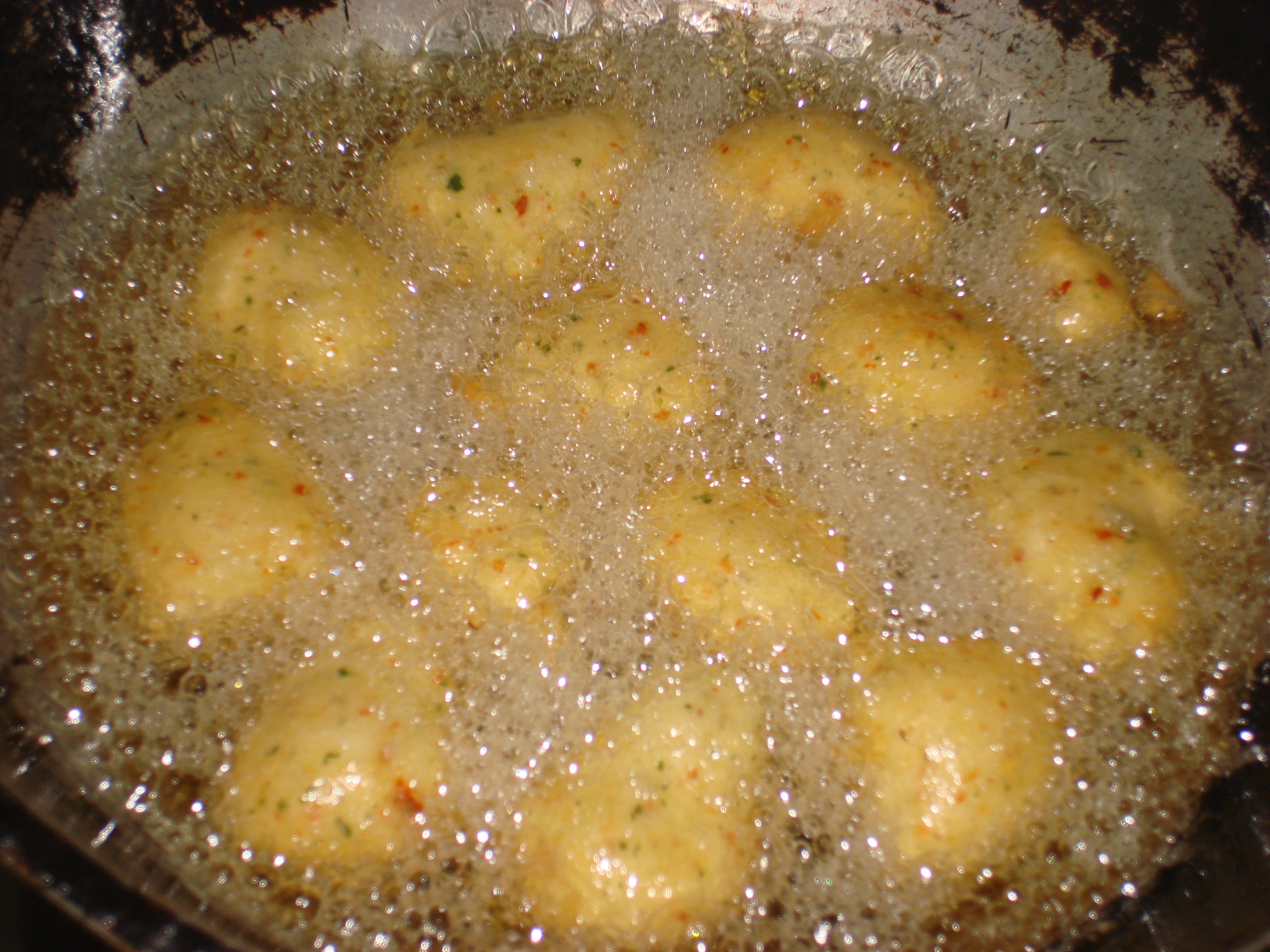
Меду вада у фритюрі в олії

Вадай можна робити з бобових, саго або картоплі. До бобових належать Cajanus cajan, нут, урад та звігна. Овочі та інші інгредієнти додаються для поліпшення смаку та харчової цінності.
Бобові замочують водою, а потім подрібнюють до кляру. Потім тісто заправляють іншими інгредієнтами, такими як насіння кмину, цибуля, листя каррі (іноді попередньо обсмажені), сіль, перець чи зерна чорного перцю. Часто імбир і харчову соду додають до приправи в магазинах, щоб збільшити пухнасту структуру і бродіння. Потім суміш формується і обсмажується у фритюрі, в результаті чого з’являються вади з хрусткою шкіркою та пухнастим центром. Кальмі-ваду потім ріжуть на шматки та повторно обсмажують.

## Подача
Ваду часто їдять як закуску або як додаток до іншої страви. Їх їдять свіжими, поки вони ще гарячі та хрусткі. Подають з різними делікатесами, включаючи самбар, рідкі або сухі чатні та дахі (йогурт).
Меду вада, як правило, подається разом з основною стравою, такими як доса, ідлі або понгал. Чатні з самбару та кокосового горіха є стандартним супроводом для меду вада.

## Галерея

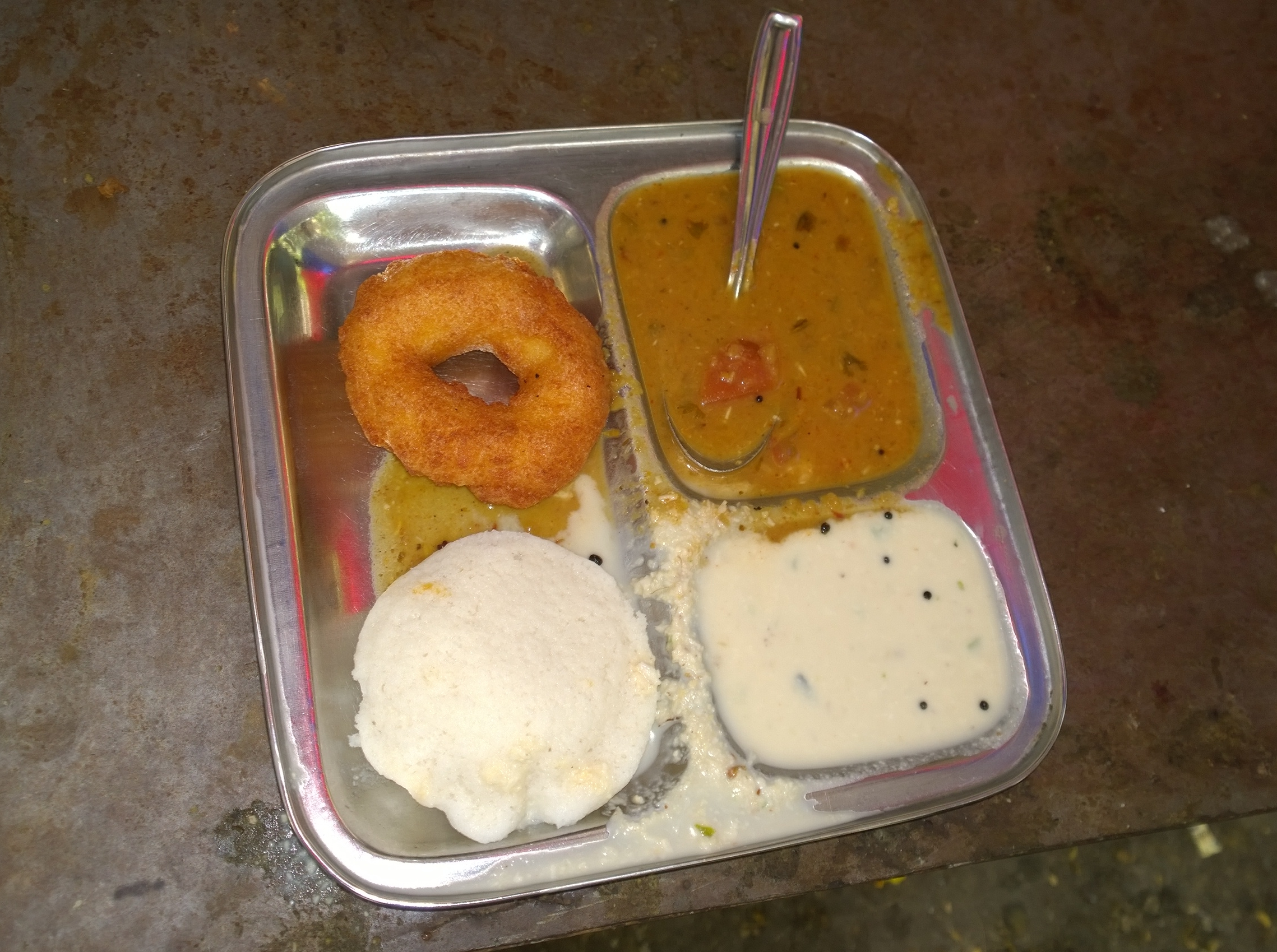
Ідлі та меду вада з самбаром та кокосовим чатні
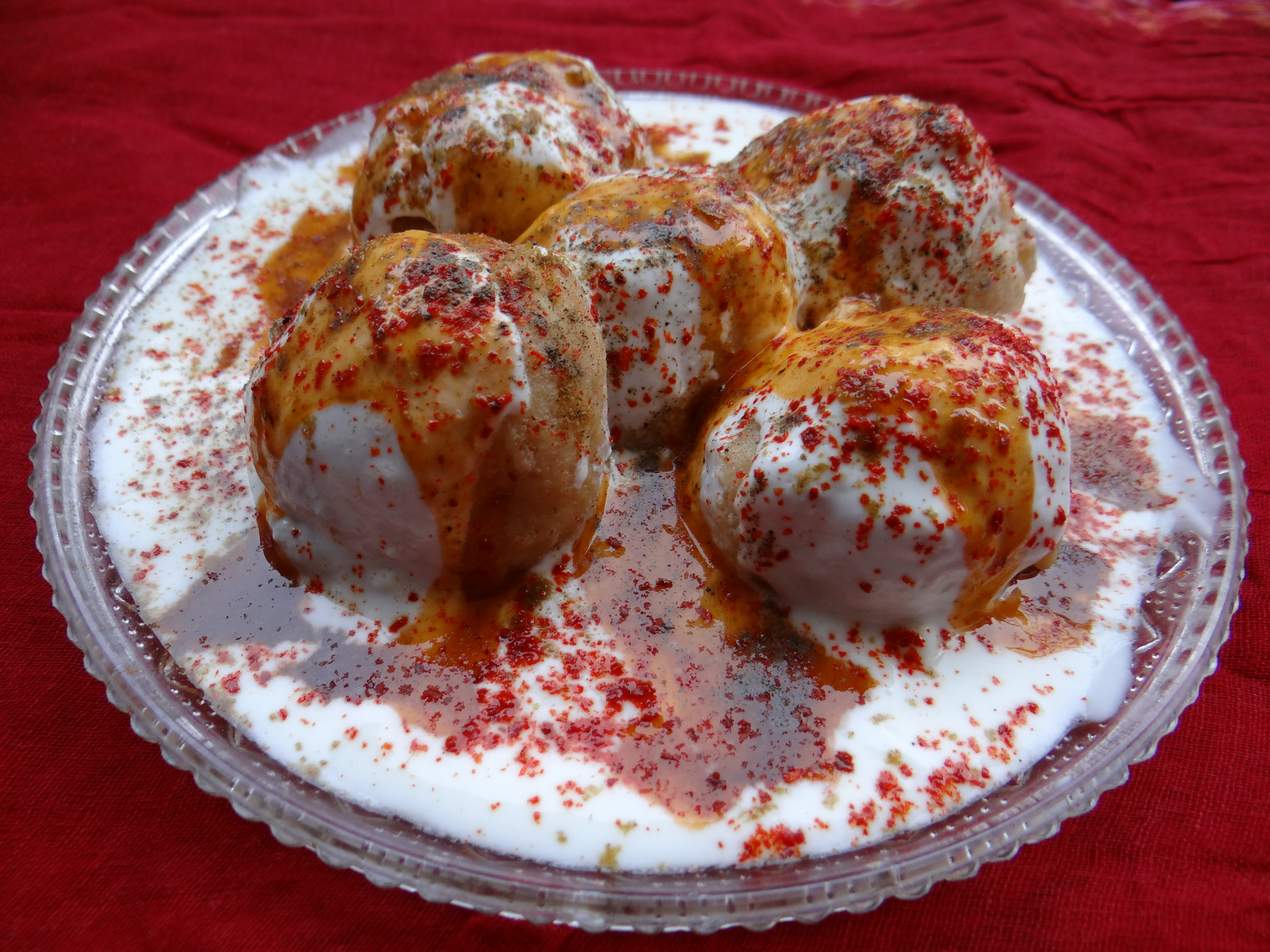
Дахі вада (вада з йогуртом та чаат масала)
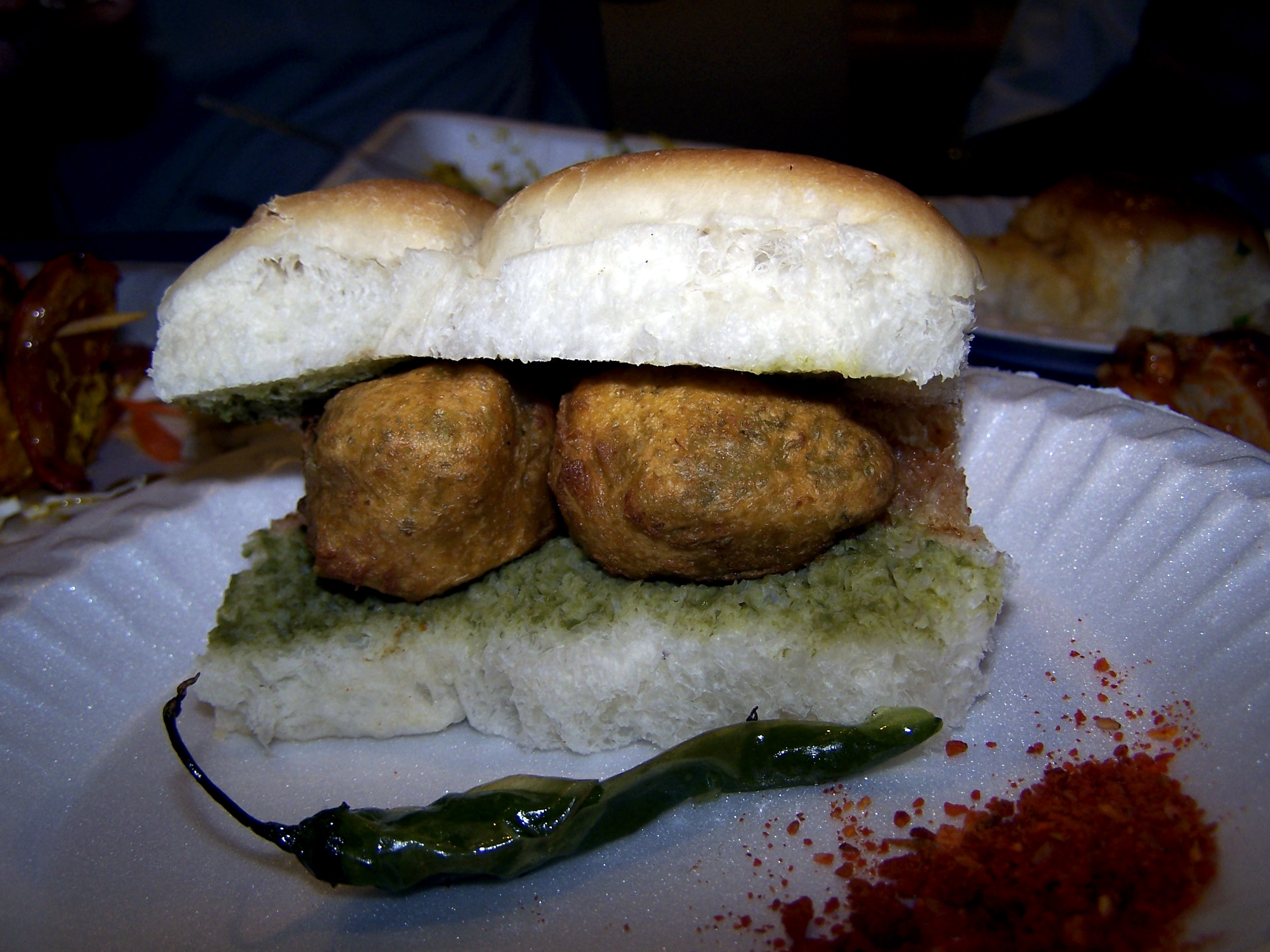
Вада пав з Мумбаї
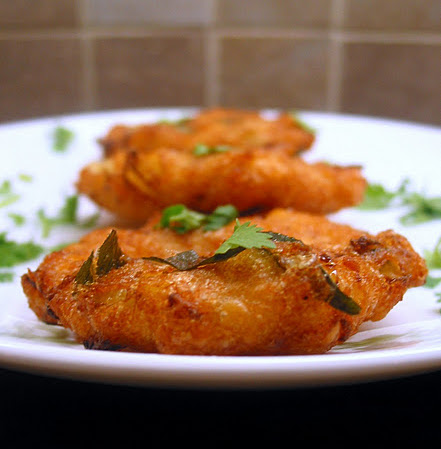
Палак вада
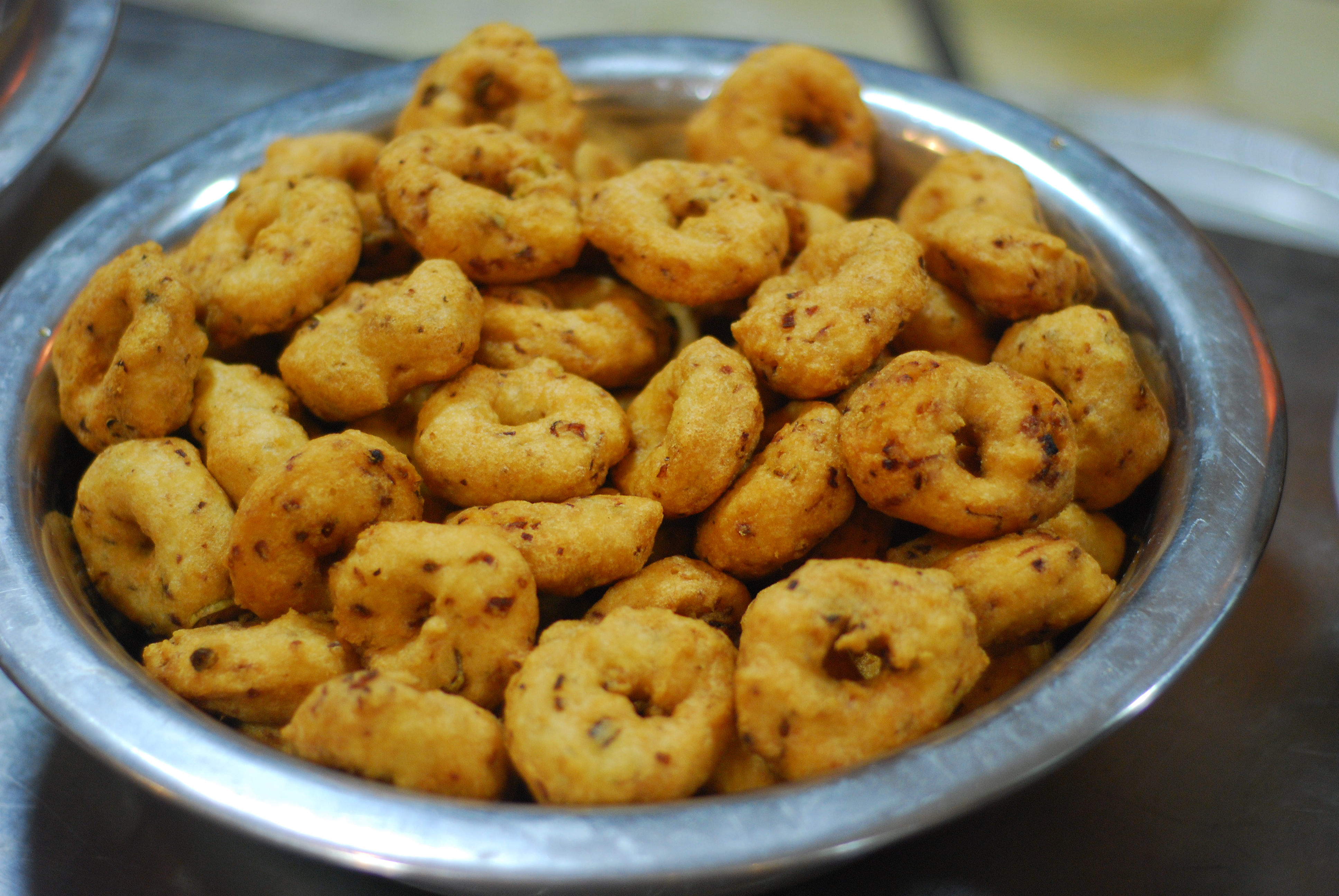
Меду вада або уддина вада
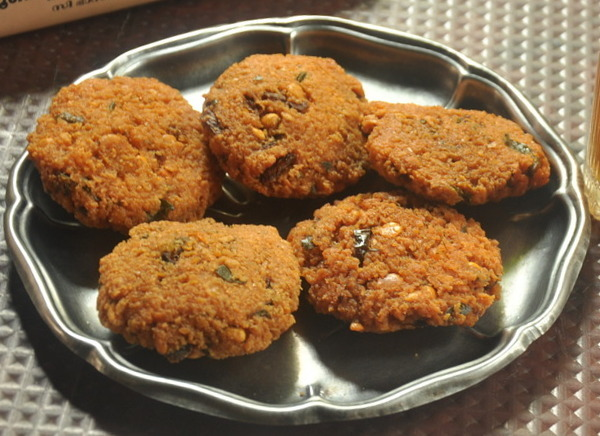
Масала вада або паріппу вада
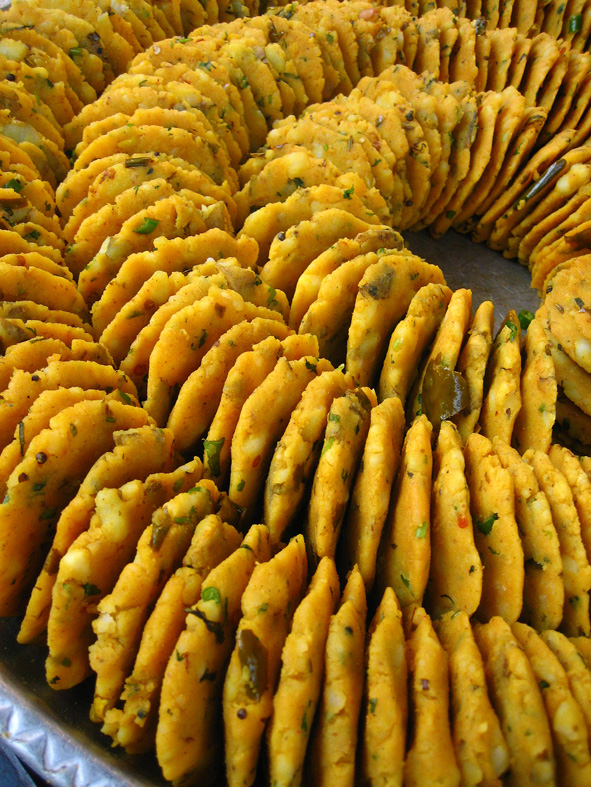
Батато вада
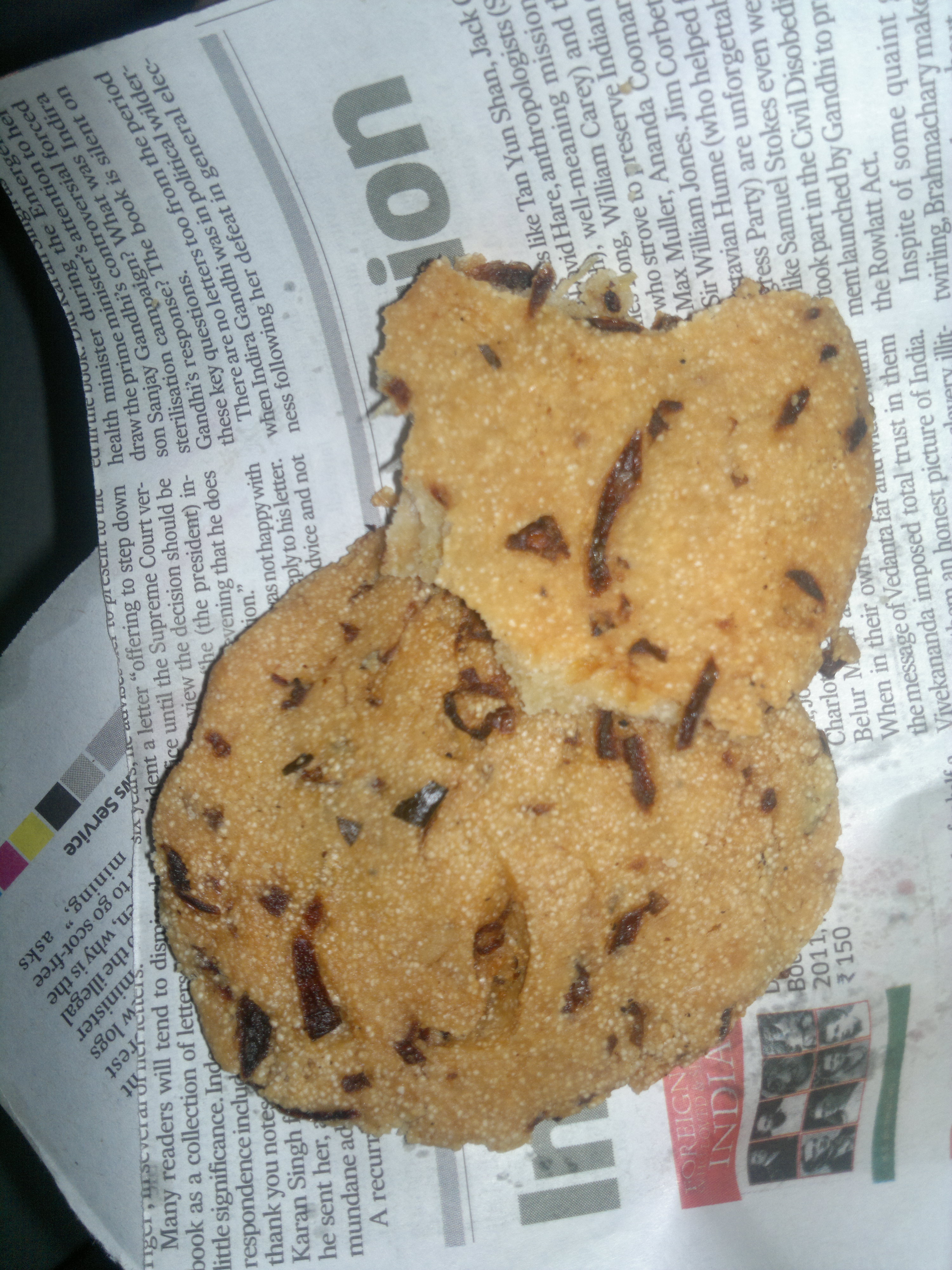
Маддур вада
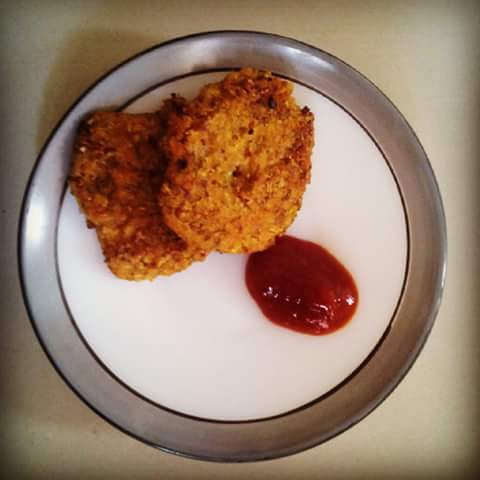
Вада
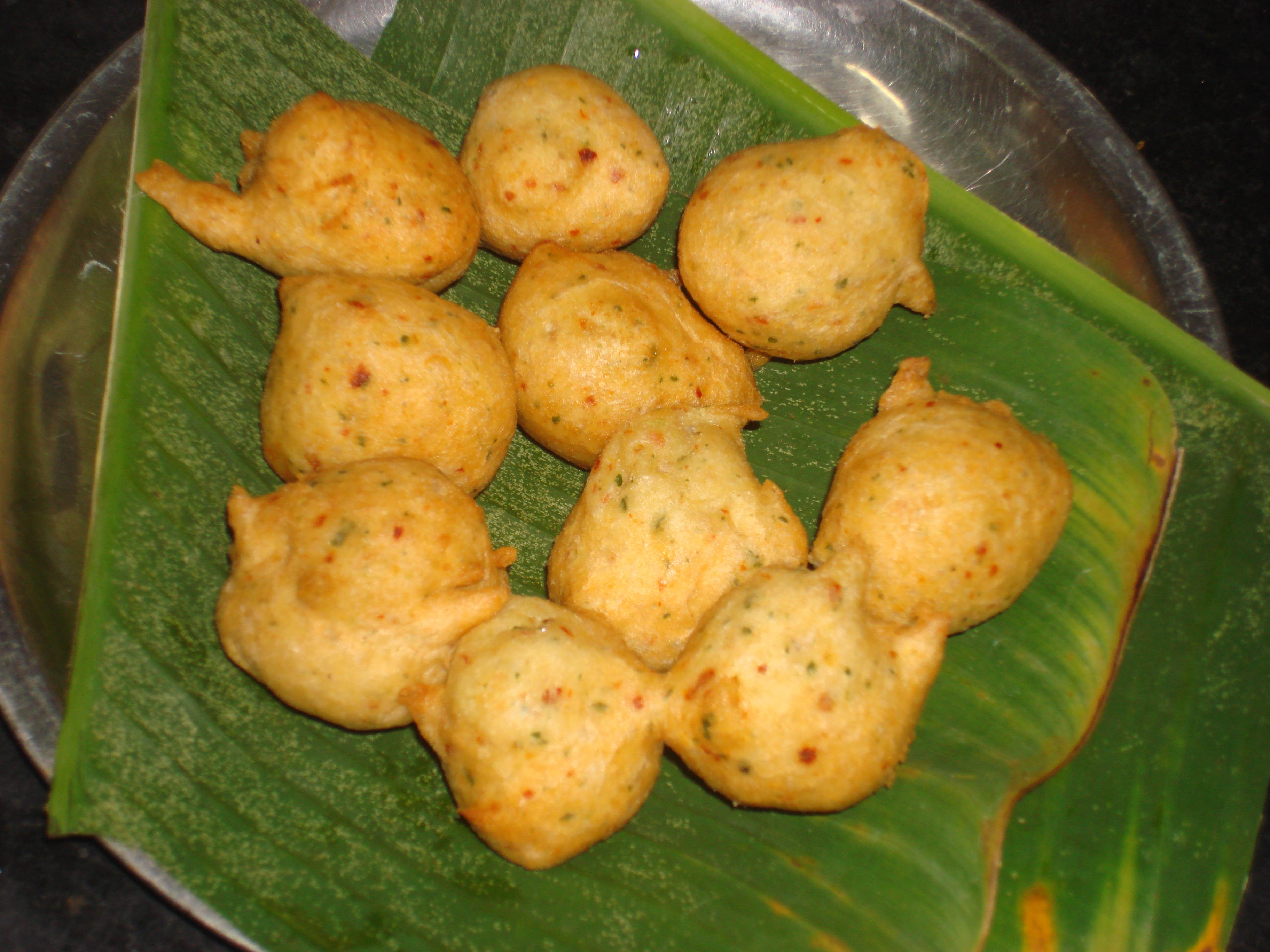
Улунду вада
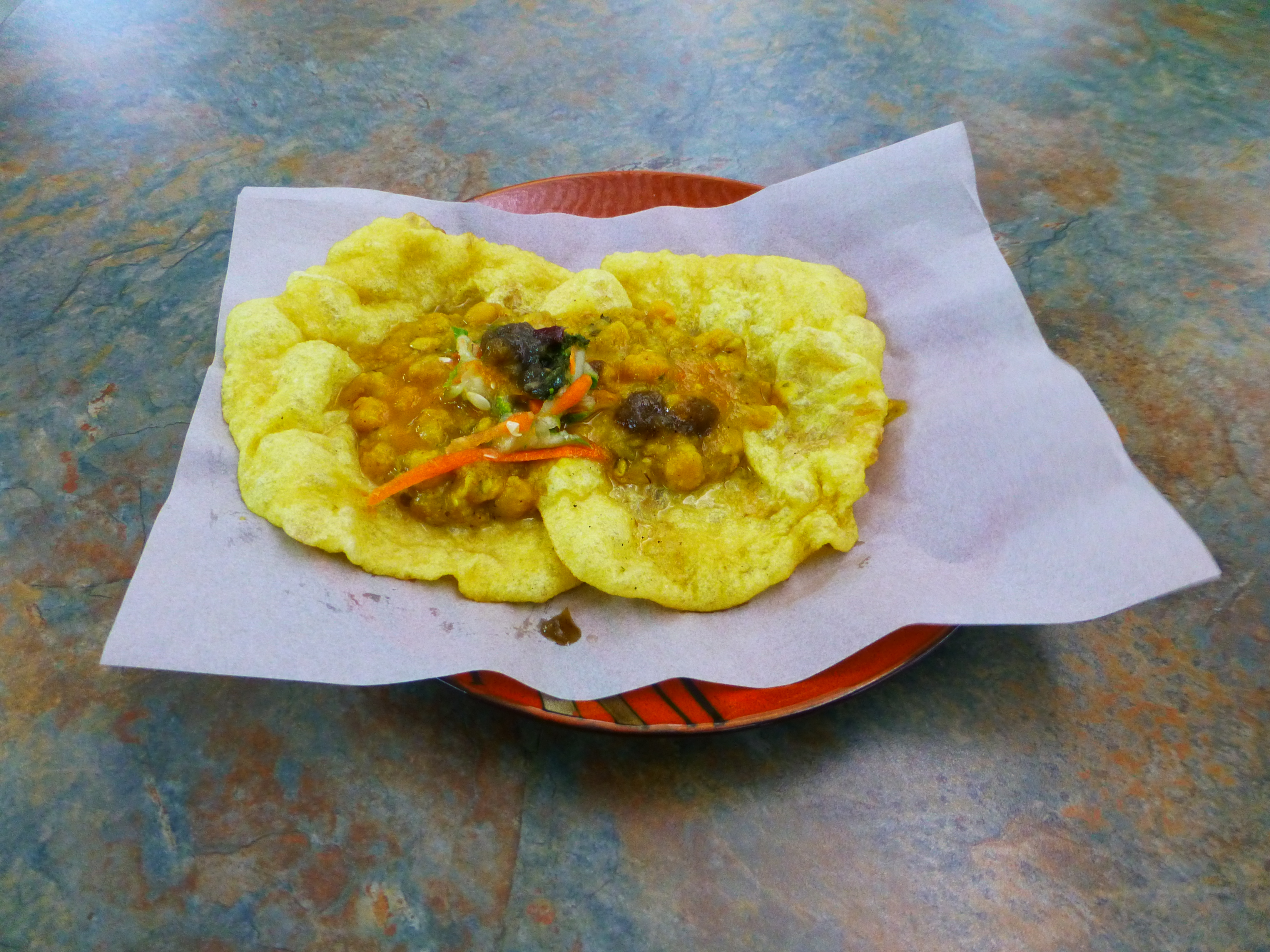
Тринідадський даблес який складається з двох барів